# Mary Jayne Gold
Mary Jayne Gold (* 1909 in Chicago; † 5. Oktober 1997 in Gassin) war eine US-amerikanische Erbin. Im Jahr 1940 arbeitete sie in Frankreich für das Emergency Rescue Committee, einer Hilfsorganisation für Flüchtlinge vor dem NS-Regime.

## Biografie
Mary Jayne Gold war das zweite Kind des Erfinders Egbert Habberton Gold und seiner Frau Margaret Jayne Dickey Gold. Sie besuchte die Schule in Dobbs Ferry, New York und ein Pensionat in Italien.
In den 30er Jahren lebte sie in Paris bis zum Einmarsch der Wehrmacht 1940. Sie floh nach Marseille, wo sie Miriam Davenport traf und sich mit ihr auch über die Situation der Flüchtlinge unterhielt. Dadurch lernte Gold Varian Fry kennen und unterstützte das Emergency Rescue Committee sowohl finanziell mit einer halben Million Dollar als auch bei den Interviews.
Nach ihrer Rückkehr in die USA studierte Gold Psychologie mit dem Schwerpunkt Kriminalpsychologie. Nach dem Zweiten Weltkrieg lebte sie überwiegend in Gassin bei Saint Tropez in Südfrankreich. Sie heiratete nie und blieb kinderlos.

## Werk
- Mary Jayne Gold: Crossroads Marseille 1940. A Memoir. Doubleday & Company, New York 1980, ISBN 978-0-385-15618-9

## Film
- 2023: Transatlantic, Netflix-Serie basierend auf dem Roman The Flight Portfolio von Julie Orringer, mit Cory Michael Smith als Varian Fry und Gillian Jacobs als Mary Jayne Gold[7]